# 해마 (동물)

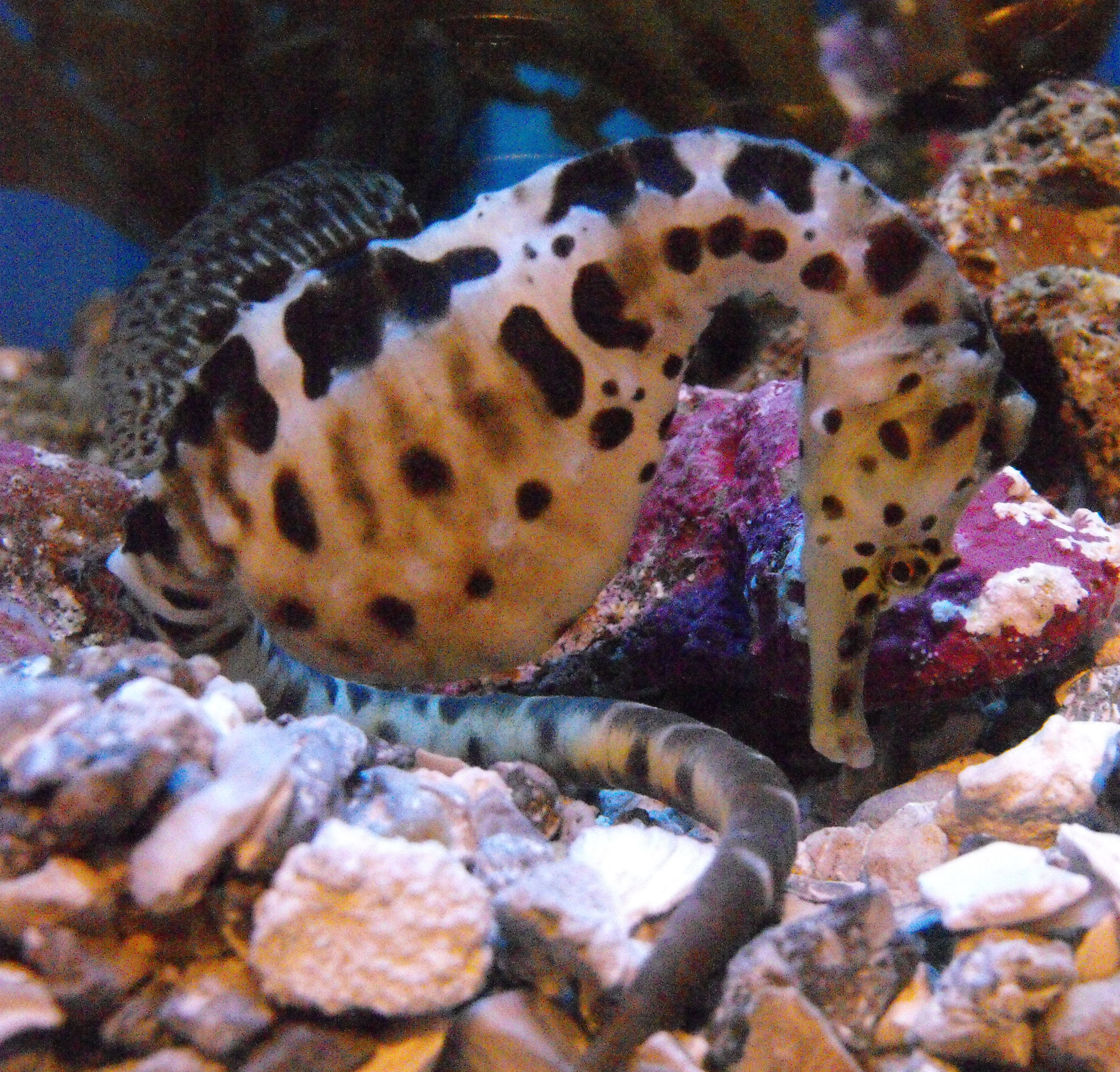
빅벨리해마, Hippocampus abdominalis

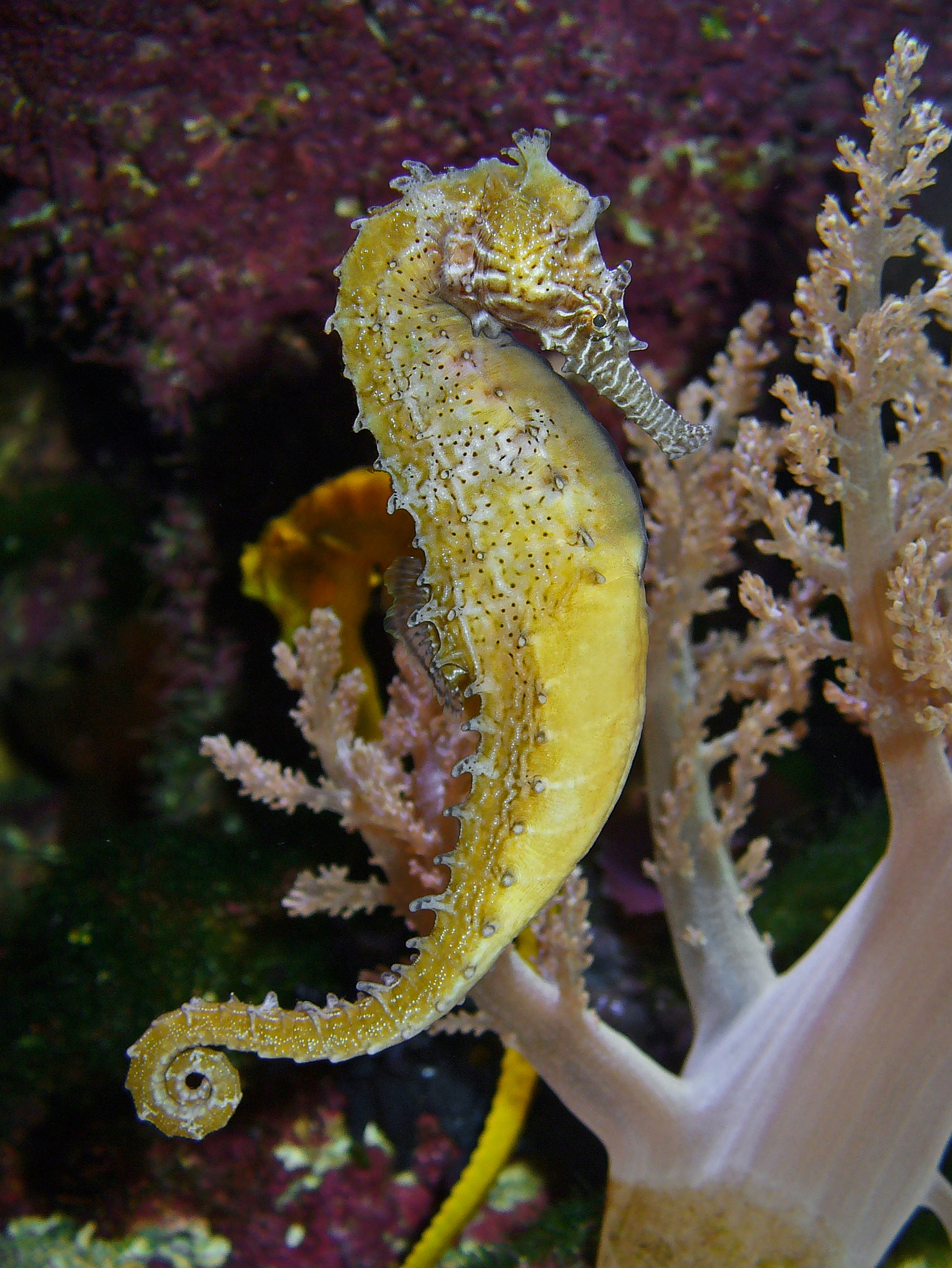
바버리해마, Hippocampus barbouri

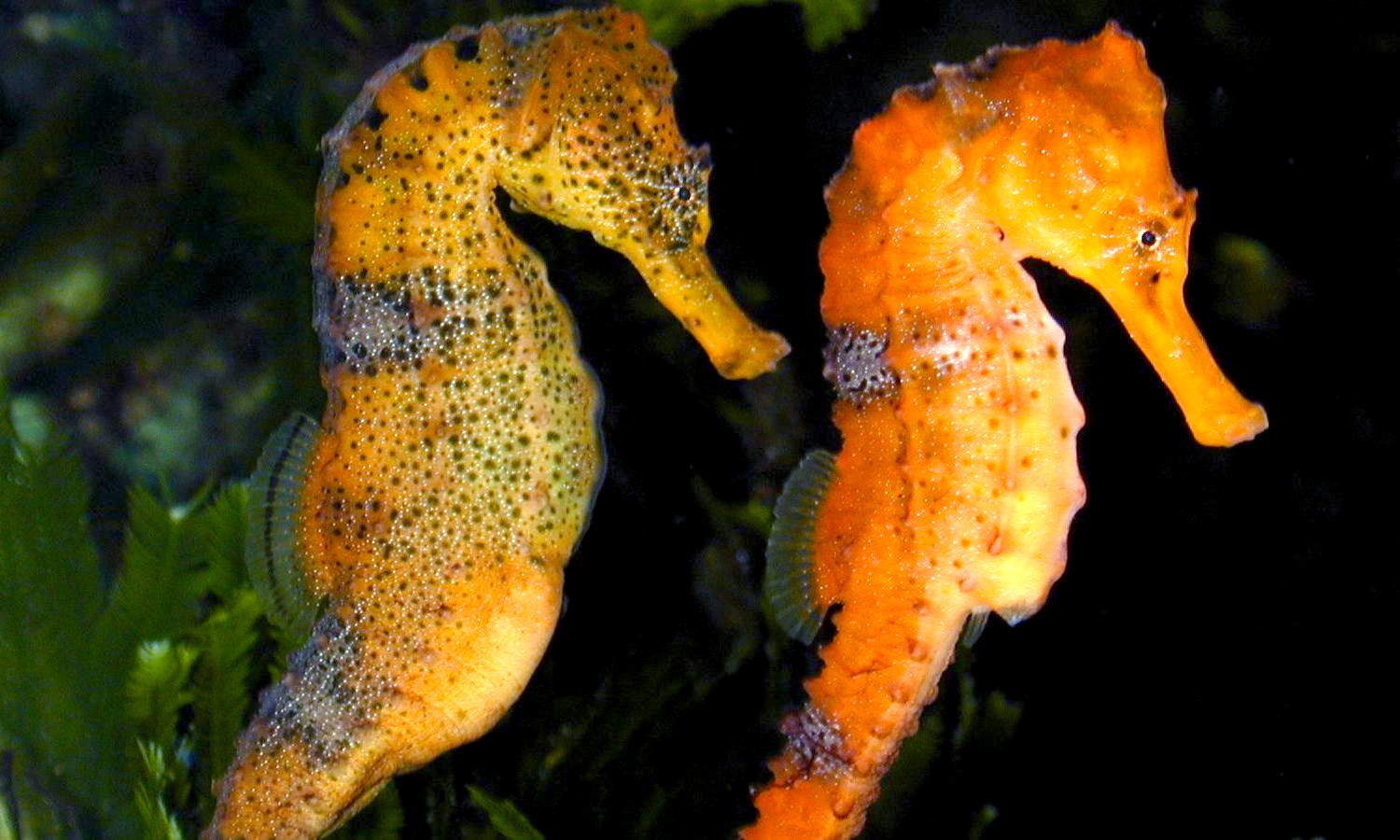
레이디해마, Hippocampus reidi

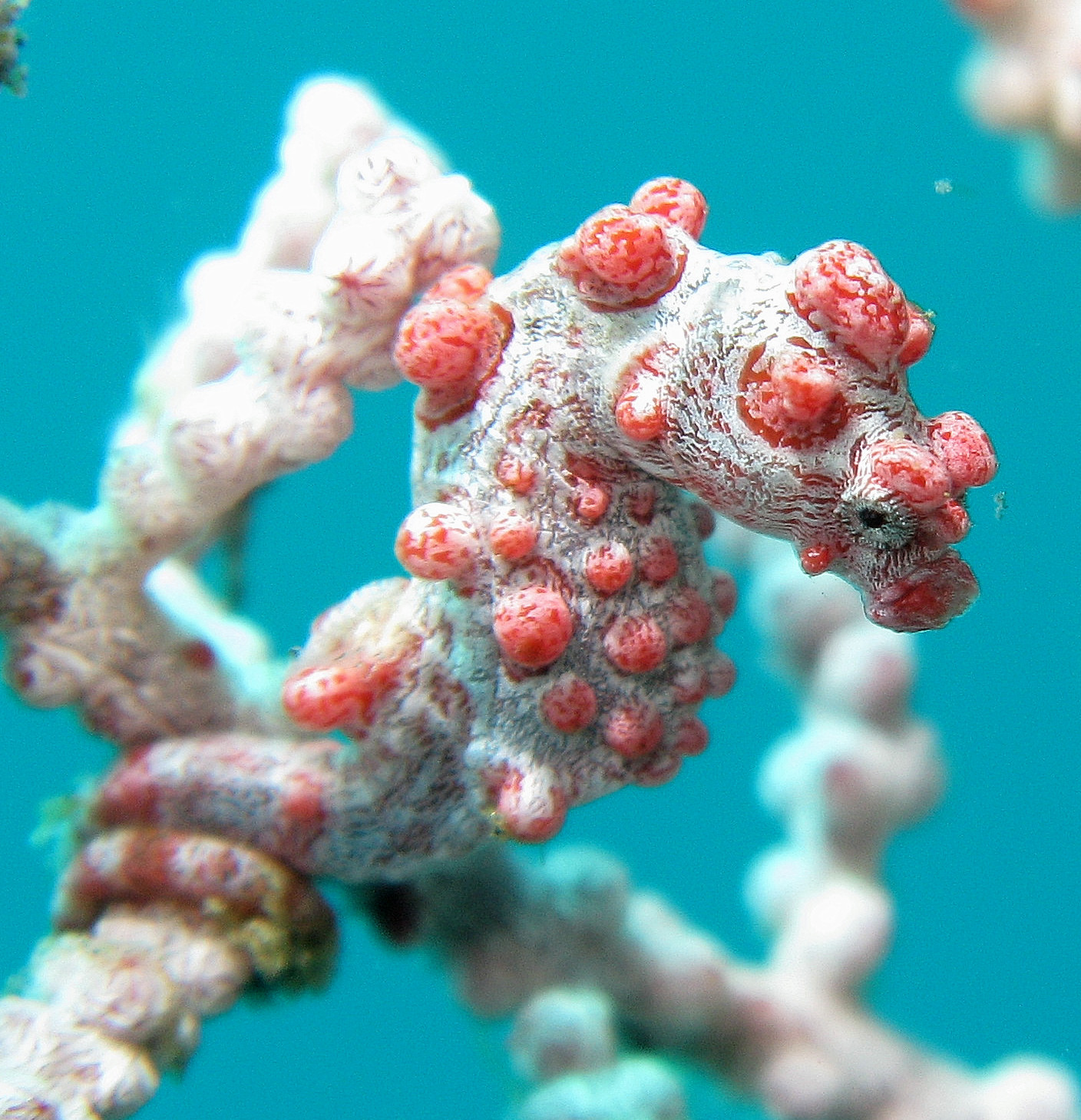
피그미해마, Hippocampus bargibanti

대한민국 바다에서 사는 해마(海馬)란 명칭은 넓은 의미로는 실고기과에 속하는 해마속(영어: seahorse 또는 Hippocampus) 어류의 총칭, 좁은 의미로는 한국해역 특히 독도에 발견되는 해마속 어류의 대표종인 해마(영어: Korean seahorse 또는 Hippocampus haema)를 지칭한다. "Hippocampus"는 고대 그리스어로 "말"을 뜻하는 "Hippo"와 "바다 괴물"을 뜻하는 "Kampos"에서 유래되었다. 몸길이는 2cm 이하에서 35cm를 넘는 등 종마다 길이가 다양하며, 몸빛은 환경에 따라 화려한색에서 수수한색으로 다양한 보호색을 띤다. 전 세계에 46종이 있다. 비늘이 없으며, 몸이 골판으로 덮이고, 머리는 말 머리 비슷하다. 입은 관 모양으로 작은 동물을 빨아들여 먹는다. 꼬리는 길고 유연하여 다른 물체를 감아쥘 수 있다. 어린 해마는 흔히 서로 꼬리를 묶어 작은 무리를 짓는다. 큰 부레가 있어서 일정한 수심에 머무를 수 있으며, 등지느러미와 가슴지느러미를 이용하여 느리게 헤엄친다. 가슴지느러미는 머리의 양쪽에 붙어 있어서 한 쌍의 귀처럼 보인다. 수컷에는 육아낭이 있어서 암컷이 낳은 알을 넣어 부화시킨다. 역사적으로 동아시아(한국, 중국, 일본)에서는 해마류를 한방재료 또는 안산부적으로 쓰였고, 서양에서도 치료제, 수집품으로 말려서 보관한 기록이 있다. 오늘날 중국에서는 식재료와 한방재료로써, 동서양에서는 해마특유의 특이한 모습 때문에 관상용으로 소요되고 있다. 머리가 몸에 직각으로 달려있고 몸은 두껍고 꼬리는 물체를 휘감기 쉽게 생겼다.

## 분포
해마속 어류는 전세계의 약 북위 45도에서부터 남위 45도에서까지의 바다에 분포하며 열대의 얕은 바다에 주로 살지만 온대 바다에서 사는 종류도 있다. 해마는 수류, 해조, 하구, 산호초, 홍수림, 맹그로브 등에서 살기도 한다. 과거 몇몇 보고된 종으로부터 민물에서도 서식하는 민물해마로써 보고가 된 적이 있었으나, 이들 종의 기록 자체가 해마가 아니라 친인척의 실고기류 등으로 판명되는 등, 불명확하여 민물서식은 인정하지 않고 바닷물고기로만 취급된다. 2011년 영국 템스강 중부에 H. hippocampus 의 유어(새끼물고기)가 발견된 사례처럼 해마가 민물에 서식할 수 있는 것으로 보이지만, 이러한 강에서 발견되는 것들은 환경이 기수환경이기 때문에 결국 염분이 요구되는 것으로 판단된다. 한국에서는 모자반과 잘피 등 해조와 해초에 숨어지내는 것으로 확인되고 있다. 이 곳에 사는 해마의 수컷은 서식지의 1m²만 머물러 사는데 반해, 암컷은 100배 이상을 헤엄쳐 다닌다. 한국에서는 현재 해마(H. haema), 산호해마(H. mohnikei), 복해마(H. kuda), 가시해마(H. histrix), 점해마(H. trimaculatus) 5종이 보고가 되어 있고, 일본에서는 H. bargibanti, H. coronatus, H. kelloggi, H. sindonis, H. japapigu 들로 앞서 5종과 더불어 5종이 추가로 발견된다. 한국해역에서는 대부분의 해마종들이 남해에 국한되어 발견되지만, 산호해마(H. mohnikei)는 유일하게 모든 한국해역(동해, 서해, 남해, 제주도)에서 발견된다. 해외분포의 예로는 북아메리카에서 남아메리카까지 이르는 태평양 해역에서는 4종의 해마가 발견된다. 대서양에 서식하는 Hippocampus erectus는 노바스코샤 (캐나다의 동쪽 끝지방)에서부터 우루과이까지 발견되면서 넓은 서식지에 사는게 확인됐다. 난쟁이해마로 알려진 H. zosterae 란 작은 해마는 바하마에서 발견된다. 유럽 지중해에는 H. guttulatus, H. hippocampus, H. fuscus 등 3종이 서식한다.

## 생김새
해마의 크기는 통상 1.5~35.5cm이다. 해마는 구부러진 목과 긴 주둥이 그리고 독특한 몸통과 꼬리를 가지고 있다. 경골어(단단한 골격에 얇은 비늘이 있는 물고기) 이지만 비늘 대신 몸전체에 고리모양으로 배열된 외골격 위에 얇은 피부가 덮고 있다. 각각의 종마다 뚜렷한 수의 고리를 가지고 있으며 그 고리의 모양에는 차이가 있다. 또한 이 외골격으로 포식자로부터 자신을 보호 하는데 이 외골격 때문에 다른 갈비뼈는 갖고 있지 않다. 해마는 등지느러미를 이용하여 똑바로 서서 헤엄을 치는데, 이는 수평으로 헤엄치는 가까운 물고기들과는 다른 특징 중 하나이다. 눈 뒤쪽에 있는 양 가슴지느러미는 헤엄칠 때 방향 조절에 사용된다. 그들은 물고기 특유의 꼬리 지느러미가 없기 때문에 꼬리는 어딘가에 매달릴 수 있는 형태로 돼 있다. 해마의 물건을 집을 수 있는 꼬리는 극한의 상황에 처했을 때만 풀 수 있는 정사각형 모양의 고리들로 구성돼 있다. 해마는 위장술에 능숙하며, 서식지에 따라 1, 4, 7, 11(또는 10)번째 몸통가시(trunk spine)와 이와 비슷한 간격의 꼬리가시(tail spine)에 나뭇가지 형태의 부속지(appendage, skin filament)를 기르거나 재흡수 할 수 있다. 해마는 물고기들 사이에서 특이하게 유연하고 윤곽이 분명한 목을 가지고 있으며 또한 머리 위에 왕관 같은 큰 돌기를 가지고 있으며, 이는 "정관(coronet)" 이라고 불린다. 또한 이 정관이 각 종마다 생김새가 달라 종종 분류형질로도 사용된다.
해마는 등지느러미를 빠르게 펄럭이며 가슴지느러미로 헤엄을 치는데 헤엄을 잘 못치는 편이다. 세계에서 가장 느리게 움직이는 물고기중 하나인 'H. zosterae(난쟁이해마)'는 최고속도가 시속 약 1.5m이다. 해마는 수영을 잘 못하기 때문에, 정지해 있는 물체에 꼬리를 감아 휴식을 취하는 채로 발견될 확률이 높다. 해마는 먹이를 빨아먹을 수 있는 긴 주둥이가 있고 눈은 카멜레온처럼 서로 독립적으로 움직일 수 있다.

## 진화와 화석의 역사
분자, 물리적, 유전적 증거에 의해 해마는 고도로 변형된 실고기라는 것을 알 수 있다. 그러나 해마의 화석기록을 보면 기록이 매우 적고 희박하다. 가장 유명한 화석은 약 300만년 전 이탈리아 리미니 지방의 마레치아 강에서 발견된 Hippocampus guttulatus 의 표본이다. 가장 먼저 알려진 해마 화석은 약 1,300만 년 전 슬로베니아에 있는 미오세네 라거스테테트(Miocene Laggerstätte)의 툰지체 언덕의 코프로롤리틱 지평선에서 발견된 H. sarmaticus 와 H. slovenicus 이 두종의 물고기이다. 분자 연대 측정 결과 올리고세(신생대 제 3기중 3번째)후기에 실고기와 해마가 갈려진 것으로 밝혀졌다. 이는 해마가 얕고 넓은 지역에 유리하게 진화했다는 추측으로 이어졌고, 이는 서태평양에서의 지각변동의 결과로도 연결됐다. 얕은 물은 해마가 위장하기 쉬운 해초의 서식지이기 때문에 해마가 살아갈 수 있다. 2016년, 네이처에 발표된 한 연구는 해마 게놈이 지금까지 연구된 것 중 가장 빠르게 진화하는 물고기 게놈이라는 것을 발견했다.

## 생식
참고 항목: 동물성행동 해마
수컷 해마는 꼬리의 복부나 정면에 주머니를 가지고 있다. 짝짓기 시에 암컷 해마는 수컷의 새끼주머니에 1,500개의 알을 넣는다. 수컷은 해마가 완전히 성장할 때까지 9일에서 45일 동안 알을 품고 다니며 새끼들을 배에서 내보내고 번식기 동안 며칠 안에 다시 짝짓기를 한다.

### 구애행위
번식하기 전에 해마는 며칠 동안 구애행동을 한다. 과학자들은 구애행동이 동물의 움직임과 생식 상태를 동기화 시켜서 암컷이 알을 낳을 준비가 됐을 때 수컷이 알을 받을 수 있게 한다고 추정하고 있다.
이 기간 동안 해마는 몸의 색을 바꿔 시선을 끌거나 꼬리를 서로 잡고 나란히 헤엄치기도 하며 또한 같은 해초 줄기에 매달리거나 'predawn dance'라는 행동을 한다. 약 8시간 동안 구애의 춤을 추는 동안 수컷은 새끼주머니를 통해 물을 뿜어내면서 자신의 새끼주머니가 준비됐다는 것을 암컷에게 보인다. 암컷의 알이 준비 되면 둘은 바다 풀밭에서 주둥이를 따라 위로 떠내려간다. 이 때 나선형으로 움직이며 종종 소용돌이를 치기도 한다. 이들 해마 한쌍은 구애를 연상시키면서 6분간 교감한 후, 그 후에 암컷은 다음날 아침까지 수컷 주위에서 헤엄치고 수컷은 주둥이를 통해 먹이를 빨아들인다. 암컷은 수컷의 새끼주머니에 난소를 삽입하고 수십에서 수천 개의 알을 넣는다. 암컷이 수컷의 알주머니에 알을 낳으면 수컷은 알로 인해 몸이 붓고 암컷은 몸의 부피가 줄어든다. 그리고나서 수컷 해마는 바다 풀밭 속으로 가라앉고, 암컷 해마는 헤엄쳐 간다.

#### 구애 순서
해마는 뚜렷하게 네 가지 단계의 구애 과정을 보여준다. 첫 번째 구애 단계인 1단계는 일반적으로 신체적인 교제 하루나 이틀 전 이른 아침에 일어난다. 이 단계에서 맺어진 두 해마는 번갈아 가며 몸을 떨며 자체 진동을 일으킨다. 2단계에는 'female pointing'이라고 하는 암컷의 행동이며, 암컷이 머리를 들어 몸과 비스듬한 각도를 형성한다. 3단계에서는 수컷이 암컷의 행동에 대한 반응으로 동일한 행동을 한다. 이후 마지막에는 수컷과 암컷이 물기둥을 타 위로 올라간 후 중수교합을 하게 되며 이 과정에서 암컷은 자신의 알을 수컷의 주머니에 직접 옮겨 담는다.

##### 1단계: 구애초기
이 초기 구애 행위는 구애일 새벽부터 교제일까지 30분 후에 일어난다. 이 단계 동안 수컷과 암컷은 밤 동안 떨어지지만 새벽녘이 지나면 나란히 앉아 밝게 빛나며 약 2분에서 38분 동안 구애 행동을 한다. 먼저 수컷이 암컷에게 다가가 몸을 떨고 색을 밝게 만듦으로써 구애행동이 시작된다. 암컷은 약 5초 후에 이를 따라 몸을 떨고 색을 밝게 만든다. 1단계 동안 두 해마의 꼬리는 서로 1cm 이내에서 같은 위치에 고정 시키고 바깥쪽으로 몸을 기울인다. 이때 암컷은 꼬리를 고정 시킨 위치 주위를 돌게 된다.

##### 2단계: 몸을 펴고 펌핑
이 단계는 암컷이 자신의 머리를 세우면서 시작하는데 이 때 수컷은 몸을 기울이면서 동시에 몸을 떨며 펌핑 동작을 한다. 이 단계는 최대 54분 동안 지속될 수 있고, 이 과정 동안 해마는 구애의 행동을 하지 않고 암컷의 몸도 밝게 빛나지 않는다.

##### 3단계: 위치 지정
이 단계는 몸이 밝아진 암컷이 위치를 가리키면서 시작된다. 수컷들은 자신의 몸을 밝히고 곧게 세우면서 반응한다. 이는 보통 9분동안 지속되며 구애 중에 1~6번 발생할 수가 있다.

##### 마지막 단계: 상승 및 결합
마지막 구애 단계에는 5~8회의 구애 단계가 포함된다. 각 구애의 단계에서는 수컷과 암컷이 약 3cm 간격으로 같은 식물에 정박하는 것으로 시작한다. 보통 두 해마는 서로 마주보고 있으며 이전 단계부터 몸을 밝게 빛낸다. 첫 번째 단계 동안, 마주 보는 동작을 따라 해마는 2~13cm 의 높이로 함께 올라간다. 마지막 상승 단계 동안 암컷은 난모세포를 삽입하고 수컷의 주머니의 구멍을 통해 알을 전달한다.

### 수정
수정이 진행되는 동안, 수컷의 알 주머니는 단 6초 동안만 열린다. 이 기간 동안 바닷물이 정자와 알이 만나는 주머니에 들어가게 되는데 이러한 환경은 정자의 활성화와 운동성을 촉진시킨다. 따라서 해마의 수정은 물리적으로 내부의 환경에서 진행되지만 생리적으로는 외부로 간주된다. 이러한 형태의 수정은 수컷들 사이의 정자 경쟁을 감소시킨다고 여겨진다.

### 임신
수정란은 주머니 벽에 박혀 스펀지 같은 조직으로 둘러싸여 있다. 수컷은 임신한 포유류에서 우유 생산을 담당하는 것과 동일한 호르몬인 '프로락틴'을 알에 공급한다. 이 주머니는 산소와 만나지 않는 환경인 인큐베이터 역할을 한다. 알의 노른자가 발달하는 배아에 영양분을 제공하지만 수컷 해마는 배아가 그들의 골격계를 만들 수 있도록 하기 위해 에너지가 풍부한 지질과 칼슘 같은 추가적인 영양분을 배아가 흡수할 수 있도록 하는 배양 주머니로 분비한다. 또한 면역학적 보호, 삼투압, 가스 교환 및 폐기물 운반도 제공한다. 그리고 나서 알들은 주머니에서 부화하는데, 이 주머니에서 물의 염도가 조절되고 이는 신생아들이 바다에서 살 수 있도록 준비시킨다. 대부분의 암컷 해마는 2주에서 4주 간의 임신 기간 내내, 아침 인사를 위해 수컷 해마에게 방문한다.

### 탄생
수컷 해마가 새끼를 낳는 개체 수는 대부분의 종에서 평균 100~1,000마리이지만, 어떤 종들은 5마리를 낳기도 하고 2,500마리까지 낳기도 한다. 치어가 태어날 준비가 되면 수컷은 근육 수축을 통해 치어를 내보낸다. 해마는 보통 밤에 출산하고 암컷이 돌아오면 아침까지 다음 알을 낳을 준비를 한다. 거의 모든 다른 어종과 마찬가지로, 해마는 출생 후에 새끼를 기르지 않는다. 새끼 해마들은 예민한 신체에 비해 극단적인 온도로 가는 해류에 휩쓸리기 쉽고 포식자에 걸릴 수도 있기 때문에 태어난 유아의 0.5% 미만만이 성체로 성장한다. 이 생존률은 다른 물고기에 비해 상당히 높은 편인데, 이는 수컷 해마의 품속에서 잉태되어 보호되다가 부화하기 때문이다. 다른 물고기의 알들은 대부분 수정 직후 바로 체외로 버려진다.

### 생식 역할
번식은 수컷에게 많이 힘든 행위이지만 대부분의 생물과 다르게 왜 해마는 성적인 역할에 반전이 있는지에 대해서는 여전히 의문이 제기된다. 한 파트너가 다른 파트너보다 더 많은 에너지 비용을 부담하는 환경에서 베이트먼(Bateman)의 원칙은 기여도가 낮은 쪽이 보통 공격자의 역할을 맡는다는 것을 의미한다. 수컷 해마는 더 공격적이고 때로는 여성의 관심을 끌기 위해 싸우기도 한다. 세계환경보호 비영리단체 프로젝트 시호스(Project Seahorse)의 단체장이자 대표연구자인 아만다 빈센트 교수(Prof. Amanda Vincent)에 따르면, 오직 수컷들만이 꼬리를 흔들면서 서로의 머리를 툭툭 부딪힌다고 한다. 이러한 단서를 바탕으로 수컷의 에너지 기회비용에 대한 추가적인 연구들이 진행되었으며, 이후 암컷의 직접적인 기여도를 추정하기 위해 연구원들은 각 알에 저장된 에너지를 화학적으로 분석을 진행했고, 또한 수컷의 부담을 측정하기 위해 산소 소비량을 측정했다. 그 결과 잠복기가 끝날 때쯤 수컷은 짝짓기 전보다 거의 33% 더 많은 산소를 소비하는 것이 확인되었다. 그리고 이 연구는 암컷이 알을 낳는 동안 드는 에너지 지출이 수컷의 두 배라는 결론을 내리게 되었다. 일부 연구자들은 수컷 해마가 더 짧은 출산 간격을 허용하고 결과적으로 암컷보다 더 많은 새끼를 낳는다고 추정하지만, 왜 수컷 해마의 잉태를 통해 새끼를 낳는지는 그 이유가 완전하게 밝혀지지 않아서 추가적인 확인이 더 필요하다. 짝짓기를 할 준비가 되어 있고 자의적인 짝짓기를 할 때, 번식기 동안 수컷은 암컷보다 17% 더 많은 새끼를 낳을 가능성이 있다. 또한, 암컷은 수컷보다 1.2배 더 긴 생식 주기를 가져 시간이 번식의 효율을 감소시킨다. 암컷의 알이 준비되면, 몇 시간 안에 알을 낳거나 물기둥에 알을 꺼내야 한다. 알을 잉태하는 것은 암컷의 몸무게의 약 3분의 1에 달하기 때문에 신체적으로 힘들다.

### 일웅일자행동(monogamy)
비록 해마는 평생 짝짓기를 하는 것으로 알려져 있지 않지만, 대부분의 해마 종들은 짝짓기 후에 다시 짝짓기를 할 때 쉽게 짝을 바꾸지 않는 일웅일자(monogamy)의 삶을 산다. 적어도 번식기 동안 지속되는 한 쌍의 결합을 형성한다. 어떤 종들은 다른 종들보다 더 높은 수준의 결합을 보여준다. 이는 해마가 다른 생물과는 다르게 수컷도 알을 품기 때문이라고 예상된다. 하지만 어떤 해마 종들은 기회가 왔을 때 쉽게 짝을 바꾼다. 예로 H. abdominalis (빅벨리해마)와 H. breviceps는 집단으로 번식하는 것으로 나타났으며, 지속적인 짝을 선호하지 않는 것으로 밝혀졌다. 또한 모든 해마 종의 짝짓기 습성이 연구되지 않았기 때문에, 실제로 얼마나 많은 종이 일웅일자행동을 보이는지 이러한 일웅일자결합이 실제로 얼마나 오래 지속되는지는 추가적인 연구가 더 필요하다.

## 먹이습성
해마는 먹이를 먹기 위해 긴 주둥이를 사용한다. 하지만 음식 섭취가 느리고 위장이 매우 간단한 소화 시스템만 가지고 있기 때문에 생존을 위해 끊임없이 먹어야 하는 문제점을 가진다. 해마는 유영능력이 떨어지기 때문에 서식지인 해초, 산호 등에 꼬리를 감아서 몸을 고정해야 물살에 휩쓸리지 않는다.
해마는 물에 떠다니거나 바닥에 기어다니는 작은 갑각류를 먹으며 생활한다. 뛰어난 위장술을 가진 해마들은 서식지에 매복해 있다가 먹이를 확실히 잡을때까지 기회를 노린다. 곤쟁이류(Mysida)와 다른 작은 갑각류들을 가장 좋아하지만 몇몇 해마는 다른 종류의 무척추동물과 심지어 다른 치어들까지 먹는 것이 발견되기도 했다. 해마를 대상으로 한 연구에서, 그들의 직각으로 굽어진 독특한 머리 형태는 도망가는 먹이를 쫓기에 최적인 형태라고 밝혀졌다. 해마는 목근육의 탄성을 이용해 머리를 빠르게 이동시켜 긴 주둥이를 먹이에게 가까이 다가가서 흡입한다. 흡입은 가까운 범위에서만 가능하기 때문에 머리를 가까이 이동시키는 것이 매우 중요하며, 이러한 먹이 포획 메커니즘을 피벗 피딩(Pivot feeding)이라고 한다. 해마는 준비 단계에서 똑바로 선 자세로 먹이에게 다가가 머리를 수직으로 구부린다. 그리고 팽창 단계에서 머리를 올리고 부추강을 넓혀 먹이를 잡고나서 그리고 회복 단계에서는 머리를 원래 위치로 이동시킨다.
해마는 식물이 적은 지역에서는 앉아서 기다리지만 생물이 광범위하게 있는 환경에서는 헤엄치면서 먹이를 잡는다. 반대로 식물이 거의 없는 수족관 같은 환경에서는 기다리지 않고 활발하게 먹이 활동을 위해 움직이기도 한다.

## 멸종위기
매년 몇 마리의 해마가 죽어가고 있는지, 몇 마리의 해마가 태어나고 있는지, 포획되는 수는 얼마나 되는지에 대해 자료가 부족하기 때문에 해마의 멸종 위험을 평가할 수 있는 정보가 부족하고 더 많은 해마들을 잃을 위험성도 우려된다. Paradoxical Seahorse(Hippocampus paradoxus) 같은 종들은 오직 한개체만 보고되고 그 후에는 발견기록이 없기 때문에 이미 더 발견되기도 이전에 멸종 됐을지도 모른다. 산호초들도 줄어들어 해마의 서식지가 줄어들고 있으며 21개국에 걸쳐 연간 약 3700만 마리가 죽고 있다.

## 해마 사육
많은 해수어 매니아들이 해마를 키우고 있지만 야생에서 채집한 해마는 집 수족관에서 잘 키우지 못한다. 브라인 새우같은 살아있는 먹이만 먹으며 스트레스를 받기 쉽고 해마의 면역 체계를 손상시키며 질병에 걸리기 쉽다. 그러나 최근 몇 년간 포획후 번식된 개체들이 더 인기를 끌고 있다. 이렇게 태어난 해마들은 집 수족관에서 생존하기 보다 쉽고 냉동 곤쟁이도 먹으며 스트레스를 잘 받지 않는다. 비록 이런 개체들은 가격이 더 비싸지만 추가적인 포획이 없기 때문에 포획되었던 처음 개체를 제외하고는 야생 개체에는 피해가 가지 않는 이점이 있다.
해마는 물의 흐름이 약한 수족관에서 키워야 한다. 따라서 새우들과 키우기가 좋다.
수질은 해마의 생존에 매우 중요하다. 권장 되는 물 매개변수는 다음과도 같다.
온도: 23–28 °C (73–82 °F)
pH: 8.1–8.4
암모니아: 0 mg / L (0ppm) (0.01 mg / L (0.01 ppm) 단기간 사용가능)
질산염: 0 mg / L (0ppm) (0.125 mg / L (0.125 ppm) 단기간 사용가능)
S.G.: 23–24 °C (73–75 °F)에서 1.021–1.024
수질 문제는 해마의 행동에 영향을 미치며 닫힌 지느러미, 먹는 양 감소, 불규칙한 헤엄, 수면에서의 헐떡임 등의 증상이 나타날 수 있다. 해마는 위아래로 헤엄치며 행동하기 때문에 적어도 성체 해마의 몸길이보다 두 배 보다 더 깊은 수족관이 이상적이다.
보통 민물 해마로 팔리는 동물들은 보통 해마와 가까운 관계에 있는 실고기류 (실고기아과: Syngnathinae) 물고기들인데, 이중 강 하류에 사는 종이 있다. 혹여 민물해마의 일종으로써 불리는 Hippocampus aimei라는 해마는 실제로는 바버리해마 (Hippocampus barbouri) 와 고슴도치해마 (Hippocampus spinosissimus) 두종을 섞어 잘못 부른 학명이어서 현재는 사용이 받아들여지지 않는 이름 (동종이명: Synonym)으로 취급된다. 그리고 바버리해마와 고슴도치해마는 습지환경에서 발견은 될 수 있지만 실제 민물고기는 아니다.

## 중국에서 약으로 사용되는 해마
해마의 개체수는 무분별한 남획과 서식지 파괴의 결과로 멸종 위기로 처해져있다고 생각된다. 과학적인 연구나 임상시험이 부족함에도 불구하고, 해마를 발기부전, 야행성 신경증등에 좋다고 한의학에서 널리 퍼져있다. 매년 최대 2천만 마리의 해마를 잡아 약으로 만들어 판다. 선호하는 해마의 종으로는 H. kelloggi(극씨해마), H. histrix(가시해마), H. kuda(복해마), H. trimaculatus(점해마), 그리고 H. mohnikei(산호해마)가 있다. 해마는 인도네시아인, 중부 필리핀인, 그리고 다른 많은 민족들에 의해서도 소비된다.
해마의 수출입은 2004년 5월 15일부터 CITES에 의해 통제 되고 있다. 그러나 인도네시아, 일본, 노르웨이, 한국은 CITES가 정한 무역 규정에서 제외된다.
해마를 섭취할 때 알약과 캡슐을 사용하는데 이는 문제가 될 수 있다. 알약은 값이 싸고 많이 구할 수 있지만 제대로 내용물을 추적하기 어렵다. 해마는 한때 일정한 크기와 품질을 갖추어야 했지만 미리 포장하고 판매하는 방법을 들여와 지금은 다 자라지 않은 유어도 판매한다. 또한 중국에서 팔리는 해마의 거의 3분의 1이 포장돼 판매되고 있다. 약재로써 건조 해마의 소매 가격은 kg당 미화 600달러에서 3000달러이며, 크기가 클수록 건조된 후의 색표면이 흴수록 그리고 표면이 매끄러울수록 약재가격을 높게 쳐준다.

## 종
해마속 어류의 종수는 해마속에 대한 최신 분류학적 재검토를 기반으로 그 뒤에 보고된 신종들과 일부 분류군의 추가적인 재검토를 도합하면 아래와 같이 총 46종으로 집계된다. (2020년 5월 기준)
- Hippocampus abdominalis Lesson, 1827 (빅벨리해마, Bigbelly seahorse, Big-belly seahorse, Big-bellied seahorse, Eastern potbelly seahorse, Pot-bellied seahorse, Pot-belly seahorse)
- Hippocampus algiricus Kaup, 1856 (West African seahorse)
- Hippocampus angustus Günther, 1870 (Narrow-bellied seahorse, Western Australian seahorse [주의: H. subelongatus], Western spiny seahorse)
- Hippocampus barbouri Jordan & Richardson, 1908 (바버리해마, Babour's seahorse or Zebra-snout seahorse)
- Hippocampus bargibanti Whitley, 1970 West (피그미해마, Bargibant’s pygmy seahorse or Pygmy seahorse)
- Hippocampus breviceps Peters, 1869 (Short-head seahorse)
- Hippocampus camelopardalis Bianconi, 1854 (Giraffe seahorse)
- Hippocampus capensis Boulenger, 1900 (나이스나해마, Knysna seahorse or Cape seahorse)
- Hippocampus casscsio Zhang et al. 2016[5] (Beibu Bay seahorse)
- Hippocampus colemani Kuiter, 2003 (Coleman’s pygmy seahorse)
- Hippocampus comes Cantor, 1850 (호랑이꼬리해마, Tiger-tail seahorse or Tiger-tailed seahorse)
- Hippocampus coronatus Temminck & Schlegel, 1850 (왕관해마, Crowned seahorse)
- Hippocampus dahli Ogilby, 1908 (Lowcrown seahorse)
- Hippocampus debelius Gomon & Kuiter, 2009 (Softcoral seahorse)
- Hippocampus denise Lourie & Randall, 2003 (데니스 피그미해마, Denise’s pygmy seahorse)
- Hippocampus erectus Perry, 1810 (Lined Seahorse, Northern seahorse, Spotted seahorse [주의: H. kuda])
- Hippocampus fisheri Jordan & Evermann, 1903 (Fisher’s seahorse)
- Hippocampus guttulatus Cuvier, 1829 (갈귀해마, Long-snouted seahorse [주의: H. reidi], Spiny seahorse [주의: H. histrix], Maned seahorse)
- Hippocampus haema Han et al., 2017[4] (해마, Korean seahorse)
- Hippocampus hippocampus Linnaeus, 1758 (지중해해마, Short-snouted seahorse)
- Hippocampus histrix Kaup, 1856 (가시해마, Thorny seahorse, Longspine seahorse, Spiny seahorse [주의: H. guttulatus])
- Hippocampus ingens Girard, 1858 (동태평양해마, Pacific seahorse or Giant seahorse)
- Hippocampus japapigu Short et al., 2018[6] (일본돼지해마[16], Japanese pygmy seahorse)
- Hippocampus jayakari Boulenger, 1900 (Jayakar’s seahorse)
- Hippocampus jugumus Kuiter, 2001 (Collar seahorse or Collared seahorse)
- Hippocampus kelloggi Jordan & Snyder, 1901 (켈로그해마 또는 극씨해마, Great seahorse, Kellogg's seahorse, Offshore seahorse)
- Hippocampus kuda Bleeker, 1852 (복해마, Spotted seahorse [주의: H. erectus], Common seahorse, Estuarine seahorse, Estuary seahorse, Oceanic seahorse, Yellow seahorse)
- Hippocampus minotaur Gomon, 1997 (Bullneck seahorse)
- Hippocampus mohnikei Bleeker, 1854 (산호해마, Japanese seahorse)
- Hippocampus nalu Short et al., 2020[15] (Sodwana pygmy seahorse, African pygmy seahorse, Honeypot seahorse)
- Hippocampus paradoxus Foster & Gomon, 2010 (Paradoxical seahorse)
- Hippocampus patagonicus Piacentino & Luzzatto, 2004 (파타고니아해마, Patagonian seahorse)
- Hippocampus planifrons Peters, 1877 (Flatface seahorse)
- Hippocampus pontohi Lourie & Kuiter, 2008 (Pontoh’s pygmy seahorse)
- Hippocampus pusillus Fricke, 2004 (Pygmy thorny seahorse or Dwarf thorny seahorse)
- Hippocampus reidi Ginsburg, 1933 (레이디해마, Slender seahorse, Brazilian seahorse, Longsnout seahorse [주의: H. guttulatus], Long-snout seahorse)
- Hippocampus satomiae Lourie and Kuiter, 2008 (Satomi’s pygmy seahorse)
- Hippocampus sindonis Jordan & Snyder, 1901 (신도해마, Sindo's seahorse, Shiho’s seahorse, Painted seahorse)
- Hippocampus spinosissimus Weber, 1913 (고슴도치해마, Hedgehog seahorse)
- Hippocampus subelongatus Castelnau, 1873 (서오스트레일리아해마, West Australian seahorse [주의: H. angustus] or Tiger snout seahorse)
- Hippocampus trimaculatus Leach, 1814 (점해마, Three-spot seahorse, Flat-faced seahorse, Longnose seahorse, Low-crowned seahorse, Smooth seahorse, Three-Spotted seahorse)
- Hippocampus tyro Randall & Lourie, 2009 (Tyro seahorse)
- Hippocampus waleananus Gomon & Kuiter, 2009[6] (Walea soft coral pygmy seahorse)
- Hippocampus whitei Bleeker, 1855 (흰해마, White's seahorse)
- Hippocampus zebra Whitley, 1964 (얼룩말해마, Zebra seahorse)
- Hippocampus zosterae Jordan & Gilbert, 1882 (난쟁이해마, Dwarf seahorse)

대한민국 해역에서 보고되는 해마속 어류는 다음과 같이 총 5종으로 집계된다. (2017년 11월 기준)
- 해마 (Hippocampus haema) Han et al., 2017

- 가시해마 (Hippocampus histrix) Kaup, 1856

- 복해마 (Hippocampus kuda) Bleeker, 1852

- 산호해마 (Hippocampus mohnikei) Bleeker, 1854

- 점해마 (Hippocampus trimaculatus) Leach, 1814

국내종이 아닌 해외종들은 국명이 정해지지 않는다. 즉, 위의 국내종 제외 한국일반명들은 생물학적으로 공식명이 아니며, 국내종으로 발견될 경우 명칭이 재검토된다. 과거 대한민국에서 언급되었던 왕관해마(H. coronatus)와 신도해마(H. sindonis)는 일본 태평양 해역에서만 발견되는 것으로 확인되었고, 그리고 진질해마(H. aterrimus)란 종은 복해마의 동종이명으로 귀속되었다. 국내 소안도를 중심으로 신종후보로 발굴되었던 소안해마(가칭)와 소안깃털해마(가칭)는 연구진행기관에서 미기재종(Hippocampus sp.)과 신도해마(H. sindonis)로 재분류 하였으나, 이들 둘은 해마(H. haema)의 기재와 겹치기 때문에 재검토가 요구된다. 일부 문헌에서 H. kelloggi (국내종으로써는 국명없음, 해외종으로써 켈로그해마, 극씨해마로 불림) 가 국내종으로 포함되어 있으나, 이것은 연구진행중인 체크리스트 목록이며 또한 형태학적 기록이 보고되지 않아, 정식등록을 위한 재기재가 요구된다. 

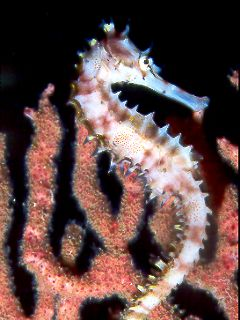
가시해마 (Hippocampus histrix)
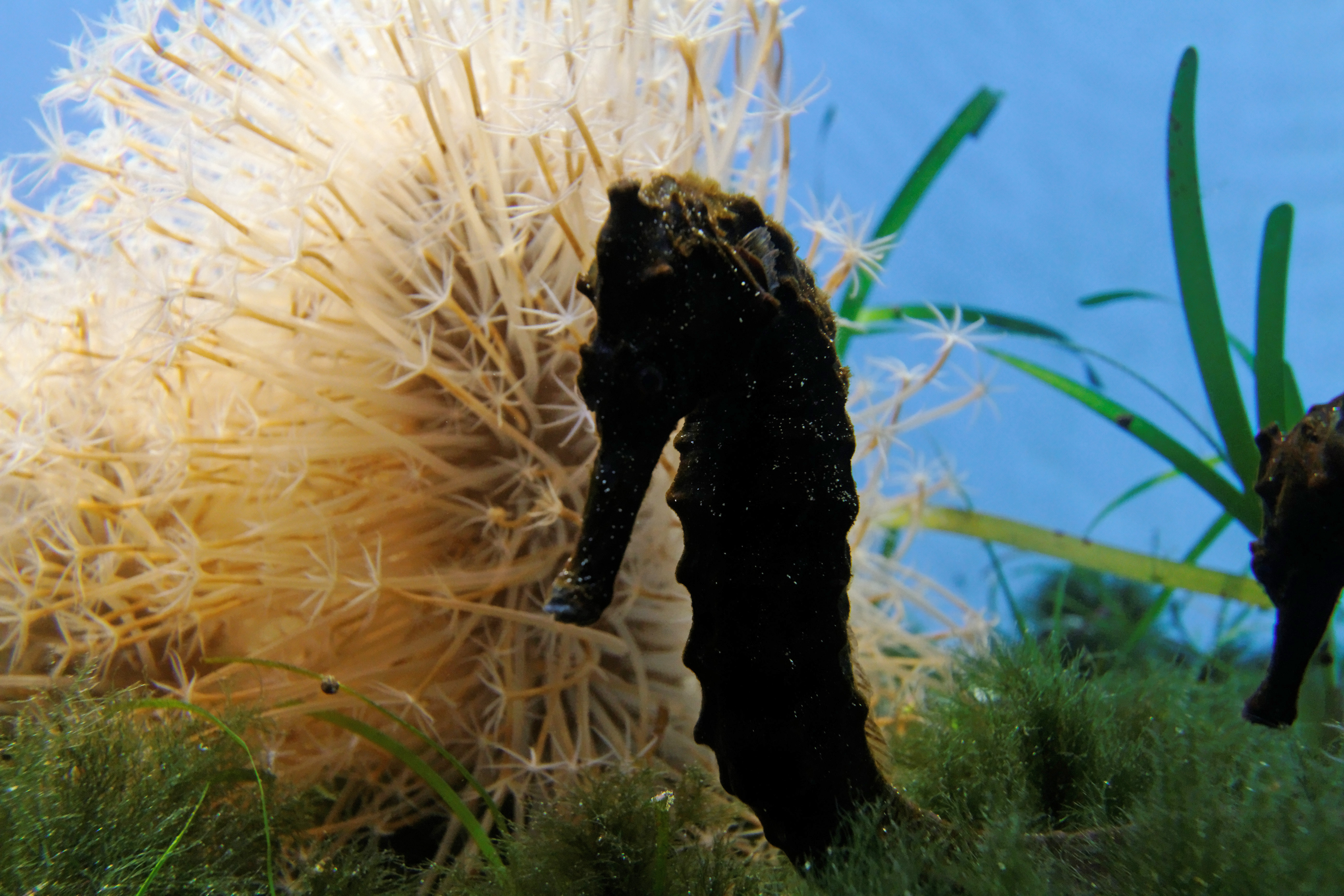
복해마 (Hippocampus kuda)
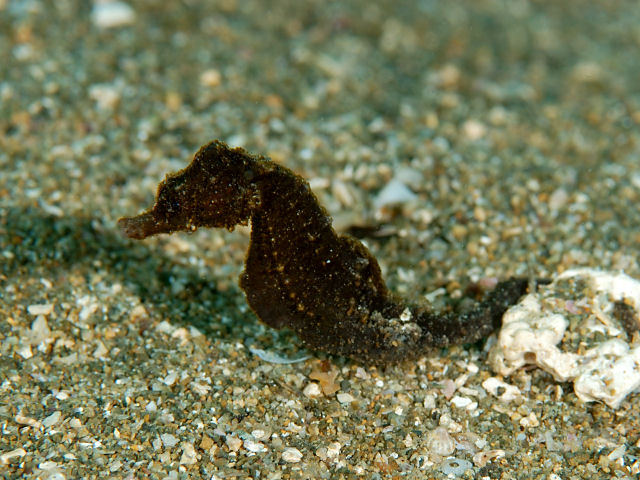
산호해마 (Hippocampus mohnikei)
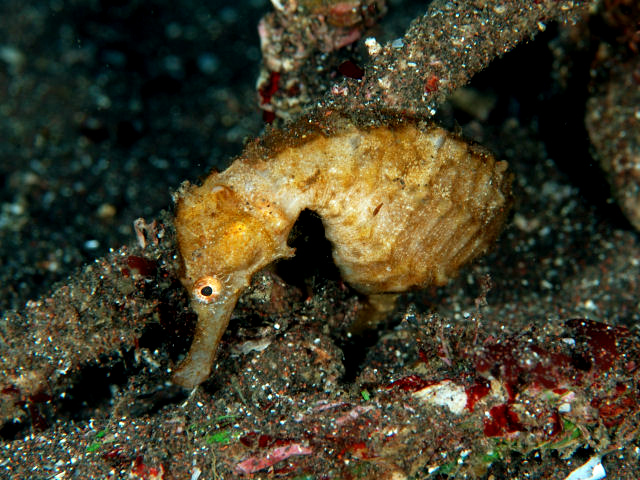
점해마 (Hippocampus trimaculatus)
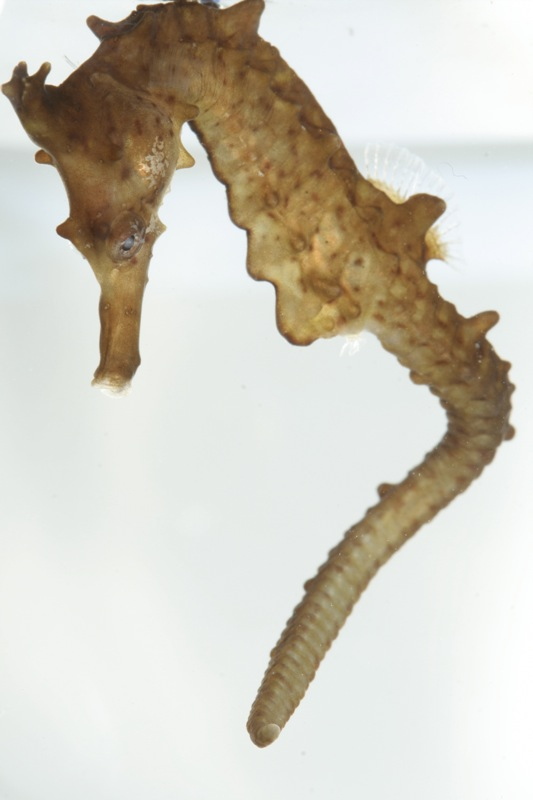
왕관해마 (Hippocampus coronatus)
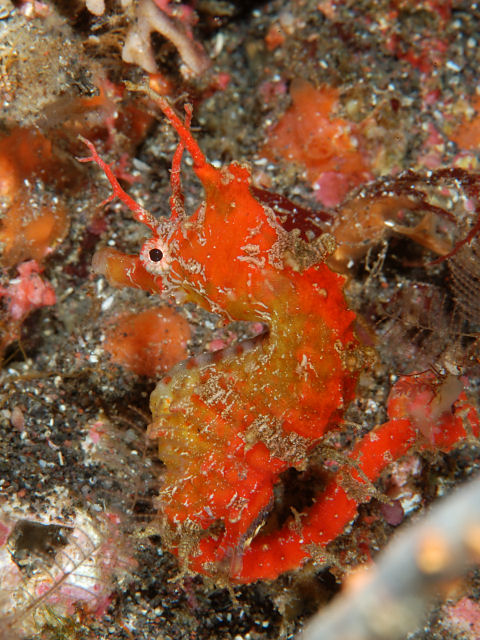
신도해마 (Hippocampus sindonis)
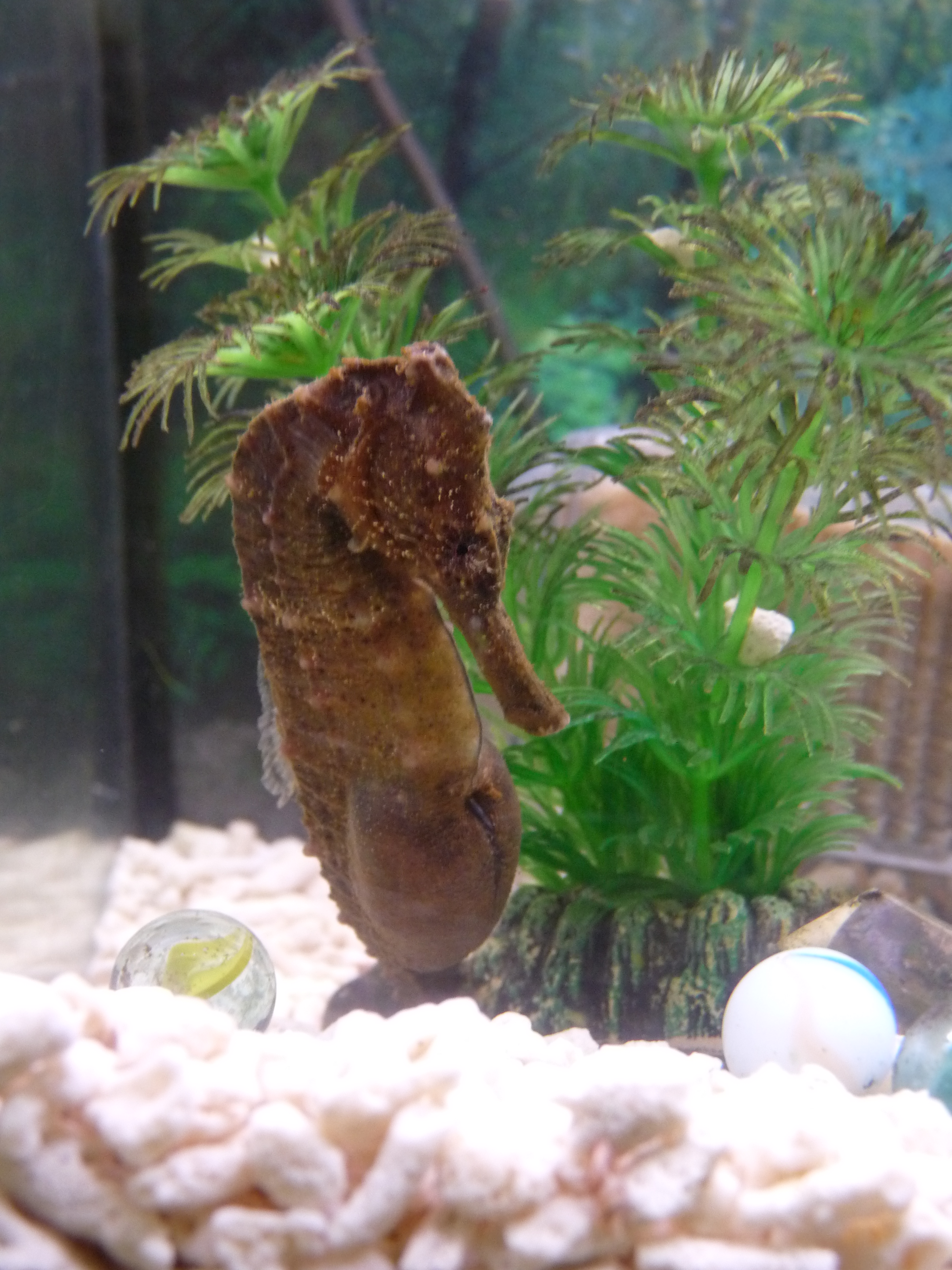
극씨해마 (Hippocampus kelloggi)

## 해마 (종)

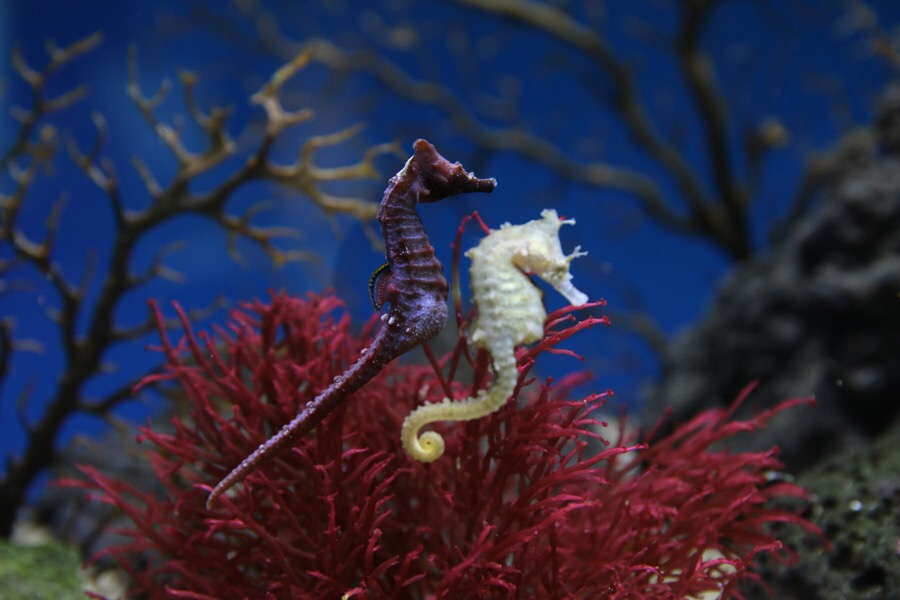
해마 (Hippocampus haema) 수컷개체 (좌) 와 암컷개체 (우)

### 분류 및 서식지
좁은 의미의 해마는 Hippocampus haema 란 학명을 가진 종 하나를 지칭한다. 색은 서식환경의 영향과 개체별로 회색, 갈색, 검정, 흰색의 수수한 색에서 노랑, 주황, 분홍 등의 화려한 색으로 색깔의 범위가 넓으며, 또한 개체마다 머리와 몸에 털과 같은 부속지들이 나타나거나 없을 경우도 있다. 서식지는 모자반이나 잘피 등으로 18 m 까지의 얕은 수심의 해초와 수초에 숨어 서식하며, 때로는 떠다니는 해초무더기에 꼬리를 감은채 발견되기도 한다. 과거 해당종은 한국해역에서 국내해마류들 중 가장 흔하게 발견되기 때문에 국내사람들에게서 토종해마란 별칭으로 흔히 불렸었으며, 2017년에 신종발표로 기록이 생기기 전까지는 가까운 이웃종인 왕관해마 (Hippocampus coronatus) 와 신도해마 (Hippocampus sindonis) 등으로 종이 오인되어 취급되었었지만, 실제 세 종은 서로 형태적, 유전적으로도 다르다는 것이 규명되었다. 분포 지역은 한국과 일본으로, 한국해역에서는 동해남부, 남해 및 울릉도, 일본해역에서는 동해, 혼슈 동북부 태평양연안 그리고 동중국해로 대마난류에 영향을 받는 곳에서 발견된다.

### 성장
정확한 수명은 조사된 것이 없지만 대략 수명은 2년 가량으로 추정되며, 크기는 11 cm까지 자라지만 실제 어른해마는 6cm에서 8cm 정도의 크기가 흔하다. 수컷 어른해마로부터 출아 직후의 유어 크기는 1 cm 가량이며, 육아낭의 여부와 포란이 가능한 성성숙 판단 기준으로 보았을 때는 어른개체는 약 5 cm 크기에서 시작되는 것으로 판단이 되지만, 해부했을 때 복부의 생식소를 검사한 결과로는 2 cm 크기에서 암컷과 수컷으로 성이 결정되는 것으로 보인다. 크기는 수컷이 암컷보다 약간 더 크며, 새끼해마와 어른해마 간에는 성장으로 인해 전체크기와 머리의 정관 (coronet) 길이가 달라진다. 성장하면서 수컷은 꼬리 길이, 암컷은 몸통 길이로 치중하여 성장한다.

### 생태
중형크기의 해마임에도 불구하고, 해당종은 최소 6 마리에서 최대 75마리 (평균 39마리)의 새끼해마를 출산하며 이는 백단위의 다른 해마종들과는 월등히 적은 개체수를 낳는다. 자연환경에서는 지역에 따라 4월에서 10월까지 또는 5월에서 11월까지 번식기이며, 실내환경에서는 연중 번식이 가능하나 가장 활발한 시기는 4월에서 6월의 경향을 보이며, 즉 따뜻한 시기에서 번식경향을 보인다. 자연채집한 해마로부터 섭식조사 결과, 해당종은 옆새우류 (gammarids), 요각류 (copepods), 곤쟁이류 (mysids) 순으로 주로 작은 동물성 플랑크톤 등을 먹는 것으로 조사되었다. 현재 이 종은 CITES에서는 직접적으로 목록에 제시되어 있지 않지만, 기본적으로 해마속 (Hippocampus spp.) 에 포함되기 때문에 CITES 부속서 II 에 해당되며, 이는 국제거래에 제한을 받을 수 있다. 그러나 IUCN 적색목록에서는 아직 평가가 시행되지 않은 상태이다. (2019년 10월 기준) 

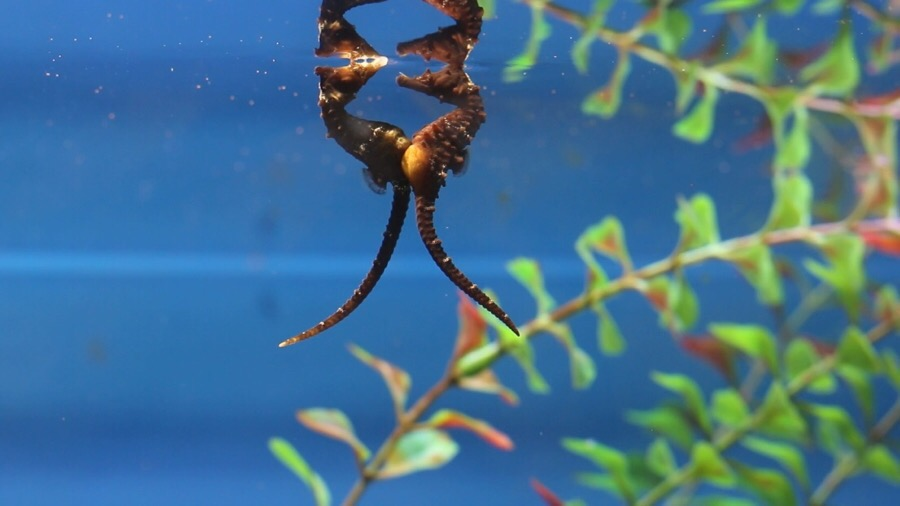
해마 (Hippocampus haema)의 짝짓기행동
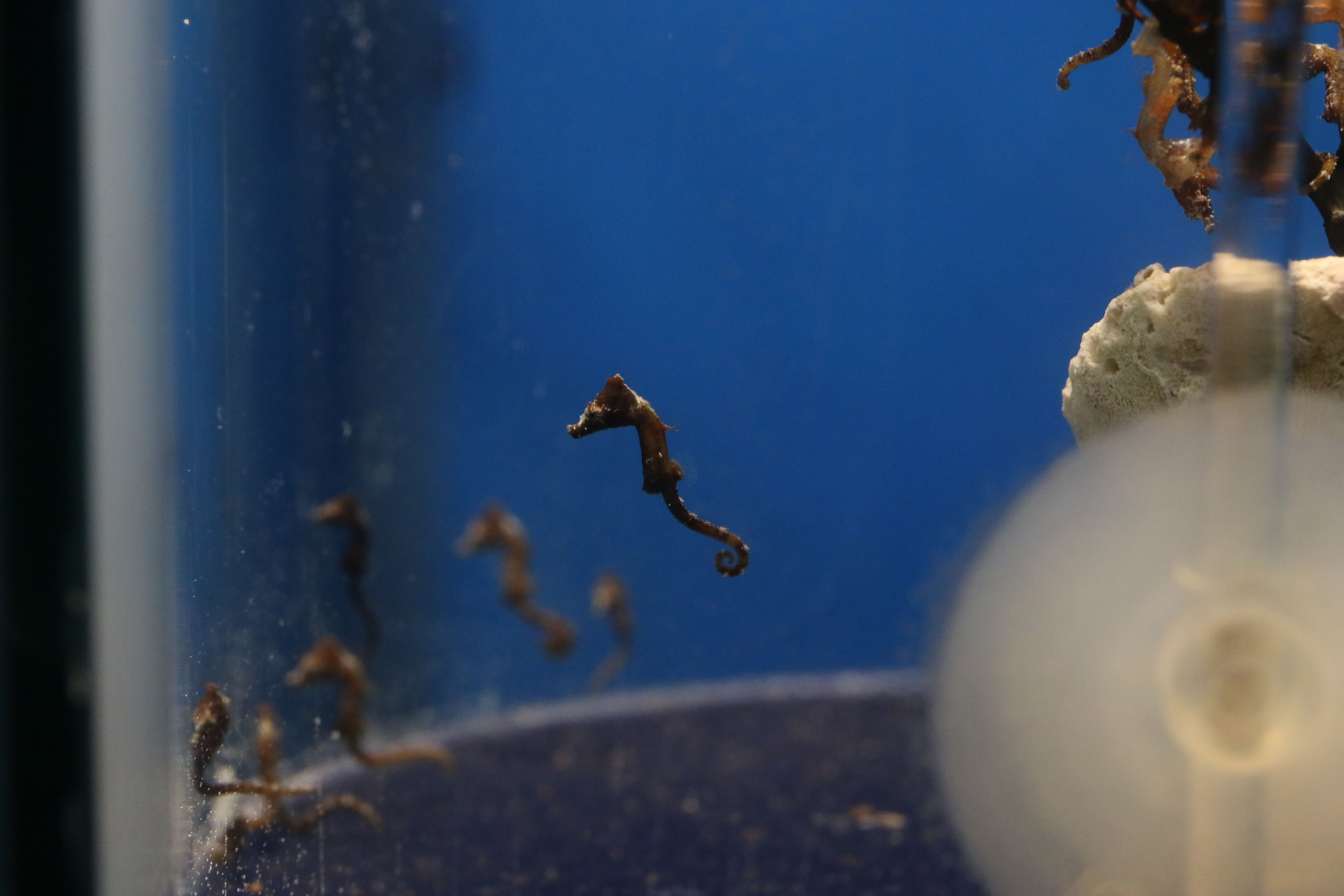
해마 (Hippocampus haema) 유어개체

## 이 동물을 모티브로 한 캐릭터
- 디지몬 시리즈 - 해마몬
- 록맨 X3 - 애시드 시포스
- 원피스 - 우대신
- 포켓몬스터 - 드래캄 계열